# Fernando Inciarte
Fernando Inciarte Armiñán (Madrid, 30 de mayo de 1929-Pamplona, 9 de junio del 2000) fue un filósofo español y catedrático de la Universidad de Münster, que desarrolló su actividad principalmente en diversas universidades alemanas: Friburgo, Münster y Colonia.

## Biografía
Nacido en Madrid. Conoció el Opus Dei en su juventud, y solicitó su admisión, el 2 de febrero de 1947, cuando tenía dieciocho años. Se estableció en Alemania en 1952. Allí promovió la Residencia Universitaria Althaus, en Bonn. En 1968 fue profesor ayudante y extraordinario de la Universidad de Friburgo de Brisgovia. En 1975 fue nombrado Profesor ordinario de Filosofía en la Universidad de Münster, donde llegó a ser catedrático. También fue profesor de la Universidad de Colonia. Había sido en varias ocasiones Decano de la Facultad de Filosofía de esta Universidad y de la de Friburgo. Durante los últimos años de su vida fue también Profesor Extraordinario de la Facultad de Filosofía y Letras de la Universidad de Navarra, donde impartió seminarios, conferencias y, desde 1990 hasta su muerte, cada año un curso de doctorado. Esto le permitió realizar una intensa labor de orientación intelectual, de la que se beneficiaron estudiantes, investigadores y profesores de distintos países y continentes.
Entre los libros que publicó a lo largo de su carrera universitaria, cabría destacar Die Reflexionsbestimmung im dialektischen Denken, Forma Formarum, Transzendentale Einbildungskraft, El reto del positivismo lógico y Eindeutigkeit und Variation. Gran conocedor de la filosofía de Aristóteles, del idealismo alemán, de la fenomenología, de la hermenéutica de Heidegger y del análisis lingüístico anglosajón, es considerado como una de las figuras clave de la rehabilitación de la filosofía práctica, iniciada a comienzos de los años setenta. Llegó a tener un conocimiento profundo y amplio de la filosofía tradicional y moderna, clásica y actual; fue un intelectual tenaz y de cultura oceánica. Su dominio, a la vez especializado y de gran alcance especulativo, queda reflejado en sus cientos de artículos y contribuciones a congresos internacionales, de una finura y agudeza extraordinarias.
Fue miembro de la Real Academia Española de Ciencias Políticas y Sociales, y Presidente del Lindenthalinstitut de Colonia.
Tras su fallecimiento en 2000 han aparecido algunas publicaciones póstumas como First principles, substance and action. Studies in Aristotle and Aristotelianism y Breve teoría de la España moderna; y se han preparado varias ediciones de libros que recogen artículos o conferencias que no habían sido publicados o que eran difícilmente accesibles: Liberalismo y republicanismo. Ensayos de filosofía política, Imágenes, palabras, signos. Sobre arte y filosofía y Tiempo, sustancia y lenguaje. Ensayos de metafísica.

## Obras
- Liberalismo y republicanismo. Ensayos de filosofía política
- Die Reflexionsbestimmung im dialektischen Denken
- Forma Formarum
- Transzendentale Einbildungskraft
- El reto del positivismo lógico
- Imágenes, palabras, signos. Sobre arte y filosofía. Colección Cátedra Félix Huarte / Eunsa, Pamplona, 2004.
- La imaginación transcendental en la vida, en el arte y en la filosofía, Eunsa, Pamplona, 2012
- Cultura y verdad. Sobre lo objetivo y lo subjetivo en el arte, la vida y la filosofía. Ed. a cargo de Lourdes Flamarique, Eunsa, Pamplona, 2016